# Botaurinae
Botaurinae es una subfamilia de aves pelecaniformes perteneciente a la familia de las garzas, Ardeidae. Sus miembros son denominados avetoros y avetorillos por la similitud de sus llamadas con los mugidos de los toros. Las especies de esta subfamilia suelen ser más pequeñas que las garzas típicas, Ardeinae, suelen tener los cuellos más cortos y plumajes crípticos de tonos pardos. Los avetoros y avetorillos son aves discretas y sigilosas que viven entre los carrizales y juncos donde se alimentan de anfibios, reptiles, insectos y peces.

## Géneros
La subfamilia se compone de cuatro géneros:
- Género Ixobrychus (9 especies);
- Género Botaurus (4 especies);
- Género Zebrilus (1 especie)